# Выдрица (река, впадает в Черствятское)
Вы́дрица (бел. Вы́дрыца) — река в Ушачском районе Витебской области Белоруссии. Относится к бассейну Туровлянки, притока Западной Двины.
Длина Выдрицы составляет 20 км. Площадь водосбора — 120 км². Река начинается в 1,5 км к северо-западу от деревни Вацлавово. Протекает в пределах Ушачско-Лепельской возвышенности. Впадает в озеро Черствятское в самой южной его точке.
Средний уклон реки — 1,6 ‰. Русло в среднем и нижнем течении канализовано на протяжении 12,4 км.
Основной приток — река Вислововка (правый). К бассейну Выдрицы относятся озёра Лош, Люктош, Небылово, Вербна и Городенец.